# Bruno Perillo
Bruno Perillo (São Paulo, 29 de Novembro de 1970) é um ator e diretor brasileiro.
Seu primeiro trabalho profissional foi no Grupo TAPA, há mais de 18 anos atrás. É formado em rádio e televisão pela FAAP. Já esteve em mais de 30 montagens teatrais. Em 2009, foi indicado ao Prêmio Shell pela direção musical da peça Querô (filme), de Plínio Marcos.
Formado em 1994, começou sua carreira profissional em 1995, ao ingressar no Grupo Tapa – cursos, oficinas e workshops com Eduardo Tolentino de Araujo, Denise Weinberg, Brian Penido e Guilherme Sant’Anna, além de Neide Neves (corpo), Gustavo Kurlat (canto e violão) e Valentin Trepliakov (diretor do Teatro de Arte de Moscou).
Workshop com o diretor inglês Declan Donellan no British Council em SP, em 2008. Master Class com o dramaturgo inglês Sir David Hare no British Council em SP, em 2015.
Pós-Graduação Lato sensu em Direção Teatral na Escola Superior de Artes Celia Helena, concluído em 2013.
Atuou em várias montagens teatrais do grupo TAPA, dentre elas: 
A Serpente (de Nelson Rodrigues), Moço em Estado de Sítio (de Oduvaldo Vianna Filho), Ivanov (de Anton Tchekhov), Rasto Atrás (de Jorge Andrade), Vestido de Noiva (de Nelson Rodrigues) e Morte e Vida Severina (de João Cabral de Melo Neto). Em 2000, numa coprodução Tapa/Folias d’Arte, ingressou no Grupo Folias d’Arte para a montagem de Happy End (de Bertolt Brecht) e lá atuou em uma série de montagens sob a direção de Marco Antônio Rodrigues.
Em 2009 foi indicado ao prêmio Shell pela direção musical de Querô, uma reportagem maldita (de Plínio Marcos). Em 2019, indicado ao prêmio APCA e ao prêmio Aplauso Brasil pela direção de Chernobyl, peça também indicada a melhor espetáculo pelo Aplauso Brasil.
Atuou em Credores (de August Strindberg) e Dançando em Lúnassa (de Brian Friel), Ópera do Malandro (de Chico Buarque) e Absinto (de Luciana Carnieli), com os diretores Nelson Baskerville, Domingos Nunez, Kleber Montanheiro e Cassio Scapin. Em cinema, atuou em diversos curtas, e longas-metragens como Salve Geral (de Sergio Rezende), Onde Andará Dulce Veiga (de Guilherme de Almeida Prado), Último Chá (de David Kullock), Amparo e Mario Wallace Simonsen (de Ricardo P. Silva), A Felicidade de Margô (de Mauricio Eça).
Como diretor teatral, encenou Ato a Quatro (de Jane Bodie), O Campo (de Martin Crimp), Velhos Tempos (de Harold Pinter), Ânsia – Terra Desolada (baseado em Crave, de Sarah Kane), Cabaret Luxúria (de Rachel Ripani), Swallow (de Stef Smith), Piaf & Brecht - Vida em Vermelho (de Aimar Labaki), Chernobyl (de Florence Valeró), O Beijo no Asfalto (de Nelson Rodrigues).

## Carreira

### Televisão
| Ano       | Título                            | Personagem         | Notas    |
| --------- | --------------------------------- | ------------------ | -------- |
| 2015      | Buuu - Um Chamado para a Aventura | Ernesto            | Gloob    |
| 2013      | Surtadas na Yoga                  | Ricardo            | GNT      |
| 2013      | O Negócio                         | Gustavo            | HBO      |
| 2012–2013 | Carrossel                         | Isaac Rabinovich   | SBT      |
| 2010      | Passione                          | Mafioso            | TV Globo |
| 2009      | Viver a Vida                      | Bernardo Gaudêncio | TV Globo |
| 2008      | A favorita                        | —                  | TV Globo |
| 2007      | Amigas e Rivais                   | —                  | SBT      |
| 2005      | Belíssima                         | Rogério            | TV Globo |

### Cinema
| Ano  | Título                   | Personagem      |
| ---- | ------------------------ | --------------- |
| 2016 | A Felicidade de Margô    | Benedito        |
| 2015 | Submersa                 | Matador         |
| 2014 | Mario Wallace Simonsen   | Apresentador TV |
| 2012 | Amparo                   | Chefe Bombeiros |
| 2009 | Salve geral              | Professor       |
| 2007 | O último chá             |                 |
| 2005 | Onde andará Dulce Veiga? | Policial        |
| 2000 | Ação entre Amigos        |                 |
| 2000 | Sonhos Tropicais         | Luís Carlos     |

### Teatro
- 2024/2023/2022 – O Deus de Spinoza – de Régis de Oliveira – dir. Luiz Amorim
- 2022/2021 – Mulheres Sonharam Cavalos – de Daniel Veronese – dir. Malu Bazan
- 2021 – O Último Concerto para Vivaldi – de Dan Rosseto – dir. Dan Rosseto
- 2021 a 2014 – Procurando Luiz – de Paulo R. Lopez – dir. G. Kurlat
- 2020 – Fortaleza (peça on-line) – de Flavio Goldman – dir. Heitor Goldflus
- 2020 – Poderia Ter Sido (peça on-line) – de Angela Ribeiro – dir. Angela Ribeiro
- 2019 – Em Um Dia Qualquer – de Linda McLean – dir, Carlos Baldim
- 2019 – Ensaio Sobre a Lucidez – de José Saramago – dir. Fernando Nitsch
- 2019 – As 2 Mortes de Roger Casement – de Domingos Nunez – Viga Espaço Cênico
- 2018 – Gaia – de Ricardo Cabaça – leitura cênica no Espaço Parlapatões
- 2018 – Encasulados – de Paulo Rogério Lopez – dir. Gustavo Kurlat
- 2018 – A[R]MAR – de Paulo Azevedo – dir. Paulo Azevedo
- 2018 – As 2 Mortes de Roger Casement – de D. Nunez – Galway – Irlanda

- 2016 - As Duas Mortes de Roger Casement - de Domingos Nunez - dir. Domingos Nunez

- 2015 - Ópera do Malandro - de chico Buarque - dir. Kleber Montanheiro

- 2014/2013 – Dançando em Lúnassa – de Brian Friel – dir. Domingos Nunes

- 2013/2012 – Credores – de August Strindberg – dir. Nelson Baskerville

- 2012 – Le Devin du Vilage – de Rousseau – dir. Dagoberto Feliz

- 2012 – A Saga de Cecília – de Carlos Francisco – dir. musical Bruno Perillo

- 2011 – Absinto – de Luciana Carnieri – dir. Cássio Scapin

- 2011 – Cabaret Luxúria – de Rachel Ripani – dir. Bruno Perillo e Helen Helene

- 2010 – Lorelay – de Marie Darrieussecq – dir. Bruno Perillo

- 2010 – Noite na Taverna – de Álvares de Azevedo – dir. Helder Mariani

- 2009 – Cardenio – de Stephan Greenblatt – dir. Marco A. Rodrigues

- 2009 – Querô – de Plinio Marcos – dir. musical Bruno Perillo

- 2008 – Cabaré da Santa – de R. Maia/J. Louraço – dir. Dagoberto Feliz

- 2007 – O Campo – de Martin Crimp – dir. Bruno Perillo

- 2007/2006 – Velhos Tempos – de Harold Pinter – dir. Bruno Perillo

- 2006 – Festival Internacional do Porto – Otelo

- 2006 – Festival Internacional de Lisboa – Otelo

- 2005 – El dia que me quieras – de J. Cabrujas – dir. Marco A. Rodrigues

- 2005 – Nada mais foi dito – de L. F. Carvalho – dir. Bruno Perillo

- 2004/2003 – Otelo – de William Shakespeare – dir. Marco A. Rodrigues

- 2002 – Babilônia – de Reinaldo Maia – dir. Marco A. Rodrigues

- 2001 – Cantos Peregrinos – de José A. de Souza – dir. Marco A. Rodrigues

- 2000 – Happy end – de Elizabeth Hauptmann – dir. Marco A. Rodrigues

- 2000 – A serpente – de Nelson Rodrigues – dir. Eduardo Tolentino

- 1999 – Surabaya Johnny! – de Weill/Brecht – dir. Marco A. Rodrigues

- 1999 – O telescópio – de Jorge Andrade – dir. Zécarlos Machado

- 1998 – As viúvas – de Arthur Azevedo – dir. Sandra Corveloni

- 1998 – Ivanov – de Anton Tcheckov – dir. Eduardo Tolentino

- 1998 – Moço em estado de sítio –de Vianinha – dir. Eduardo Tolentino

- 1997 – Vestido de noiva –de Nelson Rodrigues – dir. Eduardo Tolentino

- 1996/1995 – Rasto atrás – de Jorge Andrade –dir. Eduardo Tolentino

- 1995 – Morte e vida severina –de João Cabral – dir. Silnei Siqueira

- 1994 – O noviço – de Martins Pena – dir. Brian Penido

- 1993 – As antas, mito ou realidade? – de Gustavo Kurlat –dir. G. Kurlat